# Гасан III
Гасан III (год рождения неизвестен) — армянский князь Хачена XIV века. Погиб в 1386 году вместе с 6 сыновьями во время сражения с захватчиками Тамерлана.